# Phoenix Marie Experience
Phoenix Marie Experience ist eine amerikanische Pornofilm-Kompilation aus dem Jahr 2015.
Die Szenen wurden von Reality Kings Jahre zuvor ursprünglich für das Internet produziert, die Veröffentlichung der Kompilation erfolgte direkt auf DVD (Straight-to-DVD).

## Handlung
Der aus bereits vorhandenem Archivmaterial montierter Film zeigt die namensgebende Darstellerin Phoenix Marie in sechs Szenen, die kumuliert etwas mehr als vier Stunden Spielzeit haben. In einem Fall übt sie lesbischen Sex mit zwei Darstellerinnen aus, in den anderen Fällen wird sie jeweils bei intimen Handlungen mit einem Mann gezeigt.
- 1. Szene: Extreme Asses 15 – Camper’s Delight (mit Billy Glide, Erstveröffentlichung Januar 2008)
- 2. Szene: Big Tits Boss 9 – The Big Boss (mit Toni Ribas, Erstveröffentlichung April 2012)
- 3. Szene: MILF Next Door – Born To Be Wild (mit Ryder Syke und Samantha Ryan, Erstveröffentlichung November 2007)
- 4. Szene: Monster Curves 13 – Splash of Ass (mit J-Mac, Erstveröffentlichung Dezember 2010)
- 5. Szene: MILF Hunter 9 – Hooked on Phoenix (mit Shawn Reese, Erstveröffentlichung Dezember 2007)
- 6. Szene: Monster Curves 24 – Painter’s Paradise (mit Manuel Ferrara, Erstveröffentlichung März 2008)

## Rezeption
Der Rezensent von XCritic hält die sechs Szenen für eine repräsentative Auswahl für Phoenix Marie und empfiehlt, die DVD mindestens auszuleihen, wenn nicht gar zu kaufen. Die Extras der DVD – eine Fotogalerie, die Ejakulationsszenen des Films und ein Online-Zugang – wurden dagegen als „wirklich schwache Auswahl“ (englisch really weak selection) bezeichnet.